# Stanley Island
Stanley Island ist eine 3 km lange und bis zu 520 m hohe Insel vor der Foyn-Küste des Grahamlands im Norden der Antarktischen Halbinsel. Sie liegt 6 km nordöstlich des Spur Point im westlichen Teil des Cabinet Inlet.
Wissenschaftler des Falkland Islands Dependencies Survey (FIDS) kartierten sie 1947 und nahmen die Benennung vor. Namensgeber ist der britische Politiker Oliver Stanley (1886–1950), der maßgeblich an der Gründung des FIDS beteiligt war. Erste Luftaufnahmen der Insel entstanden 1947 bei der US-amerikanischen Ronne Antarctic Research Expedition.